# 吉姆·達巴基斯
吉姆·达巴基斯（英語：Jim Dabakis）是美国犹他州盐湖城的政治人物。曾作为民主党人担任犹他州参议院第二选区议员。

## 早期生活、教育和事业
他在马萨诸塞州斯普林菲尔德的希腊裔家庭出生，父亲是机械师。他成长于希腊东正教家庭，11岁时受洗进入耶稣基督后期圣徒教会。1971年他进入杨百翰大学学习，并向后期圣徒教会的使徒马克·彼得森（Mark E. Petersen）寻求有关同性恋的建议。他被派往旧金山湾区当传教士。
他从杨百翰大学辍学，后来成为盐湖城谈话电台和电视主持人。他还组织人们参访东方集团。1991年他搬到了俄罗斯的圣彼得堡，在那里的一所大学教授商科，做起了艺术品生意，并为各式各样新兴的俄罗斯企业家提供小额贷款。在接下来的二十年里他在盐湖城和圣彼得堡两地生活。他的官方网页列出了他艺术品经销商的职业。他也是盐湖城当地电视节目《UP 》的主持人。
達巴基斯是Equality Utah和Utah Pride Center的共同创始人，并公开承认自己是同性恋。2013年6月26日他向斯蒂芬·贾斯特森（Stephen Justeson）求婚。2013年12月20日在联邦法官裁定该州同性婚姻禁令违宪的几小时后，盐湖城市长拉尔夫·贝克尔（Ralph Becker）在盐湖县职员办公室为两人合法结婚。

## 政治生涯
达巴基斯的政治生涯始于与别人共同创立Utah Pride Center和Equality Utah。他与这两个组织都密切合作。他在2011年7月当选犹他州民主党主席。担任民主党领袖期间他把扩大与摩门教徒的接触作为他的一个重点。2014年达巴基斯因健康原因辞去党主席一职，并花更多时间与丈夫斯蒂芬（Stephen）在一起。
2012年12月，在犹他州参议院议员本·麦克亚当斯（Ben McAdams）当选盐湖县长官后，达巴基斯被民主党代表任命为犹他州参议员。在最后一轮投票中有五名候选人寻求获得参议院的任命，达巴基斯以67票对61票击败即将离任的盐湖县长官彼得·科羅（Peter Corroon）。达巴基斯在2014年赢得连任。
达巴基斯有自己的党团，叫做“Dabakis Kakis”。他每周举行会议，让人们了解立法会议的最新情况。在立法会议期间，他还有一个博客：dabakisdiary.wordpress.com。
2016年立法会议期间，他在以下委员会任职:
- 参议院教育委员会
- 参议院税收委员会
- 参议院规则委员会[9]

2015年10月他在犹他州创办了一栏电视节目和一个倡导自由主义的组织，名为“犹他州进步人士”（Utah progressive）。

## 立法记录

### 2016年支持法案
| 法案编号                     | 法案标题                          | 法案状态                        |
| ---------------------------- | --------------------------------- | ------------------------------- |
| SB98 （页面存档备份，存于）  | 艺术和文化教育支出                | 参议院/法案未通过/2016年3月10日 |
| SB104 （页面存档备份，存于） | 税收收入修正案                    | 参议院/法案未通过/2016年3月10日 |
| SB141 （页面存档备份，存于） | 酒类修正案                        | 参议院/法案未通过/2016年3月10日 |
| SB170 （页面存档备份，存于） | 原住民日                          | 参议院/法案未通过/2016年3月10日 |
| SB198 （页面存档备份，存于） | 有关延期存款贷款的修正            | 参议院/法案未通过/2016年3月10日 |
| SB207 （页面存档备份，存于） | 政府道德-离职后的限制             | 参议院/法案未通过/2016年3月10日 |
| SB240 （页面存档备份，存于） | 公共场所法修正案                  | 参议院/法案未通过/2016年3月10日 |
| SB241 （页面存档备份，存于） | 公共场所公平法案                  | 参议院/法案未通过/2016年3月10日 |
| SJR4 （页面存档备份，存于）  | 修改犹他州宪法的建议-关于教育基金 | 参议院/法案未通过/2016年3月10日 |

来源：

### 值得注意的立法
2016年达巴基斯参议员发起了SB141法案，该法案试图改变犹他州一项奇特的酒类法律，具体地说就是取消Zion curtains法。该法案在委员会上进行了讨论但没有通过。